# Erasmus Widmann
Erasmus Widmann (Schwäbisch Hall, 15 settembre 1572 – Rothenburg ob der Tauber, 31 ottobre 1634) è stato un organista e compositore tedesco.
Ricevette le prime istruzioni musicali da Johannes Crusius al ginnasio della città natale, e nel 1589 si iscrisse a Tubinga alla facoltà di giurisprudenza, laureandosi nel 1590. In seguito, tuttavia, si dedicò esclusivamente alla musica, completandone gli studi nella medesima città tra il 1591 e il 1594. Un anno dopo divenne organista a Eisenerz e nel 1596 alla Stiftskirche di Graz. A causa della Controriforma fu costretto ad abbandonare questo luogo, così ebbe la possibilità nel 1599 di diventare cantore e precettore al ginnasio di Schwäbisch Hall. Nel 1602 entrò alla corte di Hohenlohe-Langenburg a Weikersheim in qualità di precettore e organista fino al 1613, lo stesso anno in cui compose la Musikalischer Tugendtspiegel  . Nel 1607 divenne anche maestro di cappella, carica che impiegò fino al 1610. Widmann, da questo momento, ottenne altri incarichi molto prestigiosi: dal 1613 fu cantore e precettore della cantoria al ginnasio di Rothenburg ob der Tauber, dal 1614 organista alla St. Jakobskirche e dal 1618 cantore della cattedrale. Mantenne tutte queste cariche fino al decesso, avvenuto a causa della peste che aveva contratto in condizioni ancora oggi sconosciute. Verso il 1627 (sette anni prima della morte) gli fu conferito il titolo di "poeta laureatus caesareus".